# Rourea surinamensis
Rourea surinamensis är en tvåhjärtbladig växtart som beskrevs av Friedrich Anton Wilhelm Miquel. Rourea surinamensis ingår i släktet Rourea och familjen Connaraceae. Inga underarter finns listade i Catalogue of Life.